# 湖南讲武堂
湖南陆军讲武堂，是民国初年湖南省设立的军事学校。

## 历史
1916年冬谭延闿开设。1917年春开学，2月入学考试，3月15日开课，学员200人，编为4个队。刘少奇是第一期学员。1918年3月北洋的张敬尧任湖南省长兼督军，学员回部队参加驱张战斗，讲武堂停办。
1920年冬，督湘的谭延闿复设讲武堂，校址从“又一村”搬迁到小吴门外的陆军小学旧址。1921年5月赵恒惕督湘，把讲武堂更名为“湖南陆军军官学校”。1922年4月更名为湖南陆军军官讲武堂。1922年6月学员毕业，为第二期。从部队招收第三期初级军官370人入学，1922年8月开学，1923年7月毕业。彭德怀为第三期学员。
1923年7月第四期开学。随即爆发谭(延闿)赵(恒惕)之战，学员回原部队参战。1923年9月，讲武堂解散。